# Michel Caccia
Pour les articles homonymes, voir Caccia.
Michel Caccia est un acteur français.

## Biographie
Il a commencé sa carrière artistique au Cours Florent ainsi qu'a l'École Robert Hossein à Reims en 1970 puis au Conservatoire national supérieur d'art dramatique où il fait la connaissance de Patrick Raynal. Il a été professeur d'art dramatique.

## Filmographie

### Cinéma

#### Longs métrages
- 1975 : Section spéciale de Costa-Gavras avec Louis Seigner et Michael Lonsdale ;
- 1979 : Courage fuyons d'Yves Robert avec Jean Rochefort et Catherine Deneuve : Le petit bonhomme ;
- 1980 : Retour en force de Jean-Marie Poiré avec Victor Lanoux et Bernadette Lafont ;
- 1980 : L'Entourloupe de Gérard Pirès avec Jean-Pierre Marielle et Jacques Dutronc ;
- 1983 : Papy fait de la résistance de Jean-Marie Poiré avec Christian Clavier et Michel Galabru : Le chasseur du Marquis ;
- 1984 : Pinot simple flic de Gérard Jugnot avec Gérard Jugnot et Fanny Bastien ;
- 1985 : Le Soulier de satin de Manoel de Oliveira avec Luís Miguel Cintra et Patricia Barzyk : Envoyé du Roi ;
- 1990 : Docteur Petiot de Christian de Chalonge avec Michel Serrault et Pierre Romans : Le sergent caserne ;
- 1992 : Le Bal des casse-pieds d'Yves Robert avec Jean Rochefort et Miou-Miou : Jean-Maurice ;
- 1992 : Et demain... Hollywood de Jean-François Villemer avec Jean-Pierre Kalfon et Véronique Genest : Le concierge d'Henri ;
- 1992 : Voyage à Rome de Michel Lengliney avec Gérard Jugnot et Suzanne Flon ;
- 1993 : Une journée chez ma mère de Dominique Cheminal avec Charlotte de Turckheim et Hélène Vincent : Le second égoutier ;
- 1995 : Les Milles de Sébastien Grall avec Jean-Pierre Marielle et Ticky Holgado : Patron de l'hôtel de France ;
- 1995 : Faut pas rire du bonheur de Guillaume Nicloux avec Bernard-Pierre Donnadieu et Philippe Nahon ;
- 1996 : Le Jaguar de Francis Veber avec Patrick Bruel et Jean Reno : Homme toilettes aéroport ;
- 1997 : Messieurs les enfants de Pierre Boutron avec Pierre Arditi et François Morel : Le client de Yolande ;
- 1998 : Le Dîner de cons de Francis Veber avec Jacques Villeret et Thierry Lhermitte : Invité 1 ;
- 2000 : Le Goût des autres de Agnès Jaoui avec Anne Alvaro et Jean-Pierre Bacri ;
- 2001 : Le Placard de Francis Veber avec Daniel Auteuil et Gérard Depardieu : le sommelier ;
- 2003 : Tais-toi ! de Francis Veber avec Gérard Depardieu et Jean Reno : Le vieillard alité dans l’hôpital de la prison ;
- 2004 : Les Choristes de Christophe Barratier avec Gérard Jugnot et Jean-Baptiste Maunier (rôle non crédité).

#### Courts métrages
- 1982 : La Fonte de Barlaeus de Pierre-Henry Salfati avec Roland Dubillard et Sylvie Flepp ;
- 2002 : Les Tombales de Christophe Barratier avec Lambert Wilson et Kad Merad : L'homme distingué.

### Télévision
- 1976 : Commissaire Moulin, épisode : Intox de François Dupont-Midy, (série télévisée) ;
- 1979 : Le Baiser au lépreux d'André Michel (téléfilm) ;
- 1979 : Saint Colomban et moi d'Hervé Baslé (téléfilm) ;
- 1979 : Les Quatre Cents Coups de Virginie de Bernard Queysanne (série télévisée) ;
- 1981 : Les Gaietés de la correctionnelle (série télévisée) ;
- 1981 : Marie-Marie de François Chatel (feuilleton télévisé) ;
- 1981 : Histoire contemporaine de Michel Boisrond, (feuilleton télévisé) ;
- 1981 : Ursule Mirouët de Marcel Cravenne, (téléfilm) ;
- 1984 : Un homme va être assassiné de Dolorès Grassian, (téléfilm) ;
- 1985 : Les Cinq Dernières Minutes : Crime sur Megahertz de Joannick Desclers ;
- 1986 : Catherine de Marion Sarraut ;
- 1986 : Le Protecteur, série Hotel de Police d'Emmanuel Fonlladosa ;
- 1987 : Les Cinq Dernières Minutes : Mort d'Homme de Joannick Desclers ;
- 1989 : Catherine de Médicis d'Yves-André Hubert, (téléfilm) ;
- 1991 : En mémoire de Victor (série Intrigues) d'Emmanuel Fonlladosa ;
- 1992 : Papa veut pas que je t'épouse de Patrick Volson, (téléfilm) ;
- 1993 : Maigret : Maigret et les caves du Majestic de Claude Goretta (série télévisée) ;
- 1993 : Le Don de David Delrieux, (téléfilm) ;
- 1993 : Classe mannequin (série télévisée) ;
- 1995 : Maxime et Wanda : L'homme qui n'en savait pas assez de François Dupont-Midy, (téléfilm) ;
- 1997 : Maître Da Costa épisode : Le doigt de Dieu, de Bob Swaim, (série télévisée) ;
- 1998 : Les Marchands de gloire de Georges Folgoas, (téléfilm) ;
- 1998 : Un homme en colère épisode : Meurtres aux urgences, de Dominique Tabuteau, (série télévisée) ;
- 1999 : Le Faiseur de Georges Folgoas, (téléfilm) ;
- 2003 : Avocats et Associés épisode : Trop d'amour, d'Alexandre Pidoux, (série télévisée) ;
- 2005 : Dolmen de Didier Albert (série télévisée).

### Doublage
- 1978 : Le Seigneur des anneaux : Frodon Sacquet ;
- 1986 : Howard... une nouvelle race de héros : Howard T. Duck (Ed Gale) ;
- 2003 : Pirates des Caraïbes : La Malédiction du Black Pearl : Murtogg (Giles New) ;
- 2007 : Pirates des Caraïbes : Jusqu'au bout du monde : Murtogg (Giles New).

## Théâtre
- 1975 : En r'venant d'l'expo mise en scène Jean-Pierre Vincent, Théâtre national de l'Odéon ;
- 1975 : Les Deux Orphelines d'Adolphe d'Ennery, mise en scène Jean-Louis Martin-Barbaz, Maison de la Culture André Malraux Reims ;
- 1976 : Les Faux Bonshommes de Théodore Barrière et Ernest Capendu, mise en scène Jean-Louis Martin-Barbaz, Théâtre Paris-Nord ;
- 1976 : La Vie de Galilée de Bertolt Brecht, mise en scène Arlette Téphany ;
- 1976 : Remembrances d'amour de Daniel Mesguich et Serge Valletti, mise en scène de l'auteur et Gervais Robin, Théâtre Ouvert, Festival de Guanajato Mexique ;
- 1978 : La Manifestation de Philippe Madral, mise en scène Jacques Rosner, Théâtre national de l'Odéon ;
- 1980 : Tête d'or de Paul Claudel, mise en scène Daniel Mesguich, Théâtre Gérard Philipe ;
- 1981 : La Tempête de William Shakespeare, mise en scène François Marthouret, Théâtre Gérard Philipe ;
- 1994 : La Poule aux œufs d'or mise en scène Michel Galabru, Théâtre de l’Eldorado ;
- 1997 : Les Marchands de gloire de Marcel Pagnol, Paul Nivoix et Robert Trebor, mise en scène Michel Fagadau, Théâtre des Champs-Élysées ;
- 2000 : La main passe de Georges Feydeau, mise en scène Gildas Bourdet, Théâtre national de Chaillot, Théâtre Comédia.

## Publicité
- 1994 : Publicité « Vu »[2] (nettoyant lunettes) de Gaffier Michel Charles.